# 井通村
井通村（いどおりむら）は静岡県の西部、豊田郡・磐田郡に属していた村である。
磐田市中心部西方の天竜川左岸、おおむね東海道本線豊田町駅の北側一帯にあたる。

## 地理
- 河川 ：天竜川

## 歴史
- 1889年（明治22年）4月1日 - 町村制の施行により、宮ノ一色村、下万能村、西之島村、源兵衛新田、森本村、森下村、立野村、中田村、気子島村、笹原島村、海老塚村、上新屋村、一言村［大部分］、森岡村、弥藤太島村、上万能村、小立野村が合併して豊田郡井通村が発足。
- 1896年（明治29年）4月1日 - 郡制の施行により所属郡が磐田郡に変更。
- 1955年（昭和30年）3月31日 - 富岡村と合併して豊田村が発足。同日井通村廃止。

## 村長
- 大橋頼摸
- 大橋亦兵衛

## 交通

### 鉄道路線
- 中泉合同運送 - 中泉駅（現磐田駅）と池田村を結んだ人車軌道。1932年廃止。

上記のほか、日本国有鉄道東海道本線が村域を通過していたが、駅は存在しなかった。現在は豊田町駅が所在するが、当時は未開業。

### 道路
- 国道1号（東海道）